# XO-4b
XO-4b是一個距離地球約956光年的太陽系外行星，位於天貓座。

## 概要
2008年5月彼得·麥卡洛（Peter R. McCullough）以凌日法發現XO-4b。該行星質量是1.72倍木星質量，半徑則是木星的1.34倍。該行星距離其光譜形式F型的母恆星相當近，並且是典型的凌日行星，被認為是熱木星。
XO-4b的軌道週期只有4.125日（99小時），距離母恆星只有約0.0555天文單位。

## 外部連結
维基共享资源上的相關多媒體資源：XO-4b
- . Exoplanets.   [2008-08-06]. （原始内容存档于2016-03-03）.